# Чан'е-3
«Чан'е-3» (кит.: 嫦娥三号; піньїнь: Cháng'é Sānhào) — китайська місія з дослідження Місяця, що включає перший китайський місяцехід («Юйту») та третій за рахунком китайський супутник зондування Місяця. «Чан'е-3» здійснив першу в історії китайської космонавтики м'яку посадку на Місяць.
Запуск апарату здійснений 1 грудня 2013 з космодрому Сичан, а посадка відбулася 14 грудня 2013. Станом на грудень 2018 спускний апарат залишається роботоздатним.

## Розробка

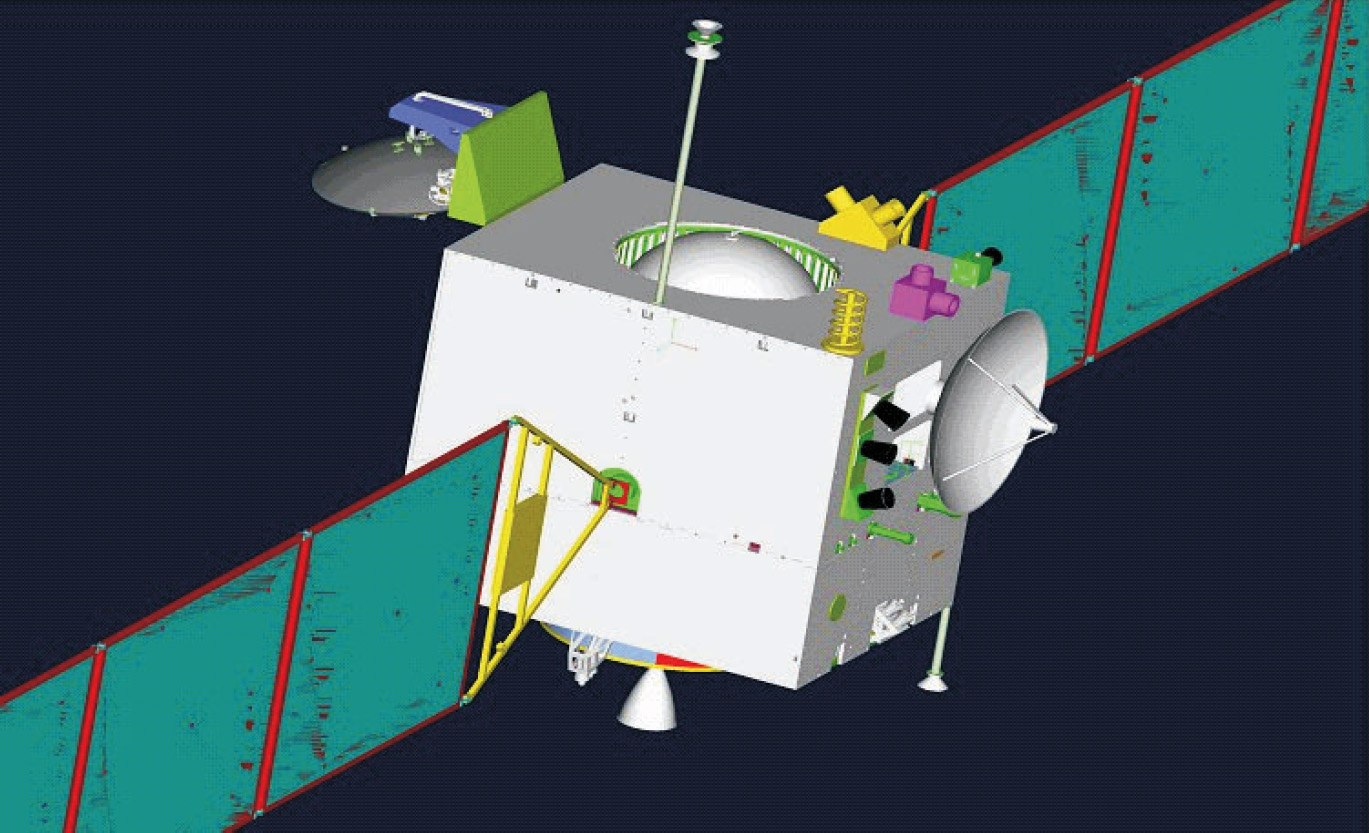
Чан'е-1 — місячний зонд, запущений в 2007.

У червні на космодром Січан був доставлений технічний макет КА для відпрацювання деталей передстартової підготовки та пуску. У виробництві знаходилися два льотних КА, один з яких розглядався як резервний на випадок невдачі першого, але в разі успіху міг бути запущений з розширеною програмою. Так і сталося: цей апарат — «Чан'е-4» — 2018 року відправили на зворотний бік Місяця.

## Характеристики
Супутник зондування Місяця «Чан'е-3» складається з двох частин — апарата примісячення та місяцехода. Місяцехід (ровер) доставляється на Місяць на верхній площині посадкового ступеня з чотирма посадочними опорами та двома панелями сонячних батарей. З неї він виїжджає на платформу зі сходнями, яка грає роль своєрідного ліфта. Опустившись з верхнього положення в нижнє, вона дозволяє місяцеходу з'їхати на ґрунт.
На посадковому ступені розміщуються три панорамні камери та пристрій для вивчення місячного ґрунту. Апарат примісячення буде використовуватися для зйомки поверхні під час зависання тривалістю до 100 секунд та вибору остаточної точки примісячення.

### Місяцехід

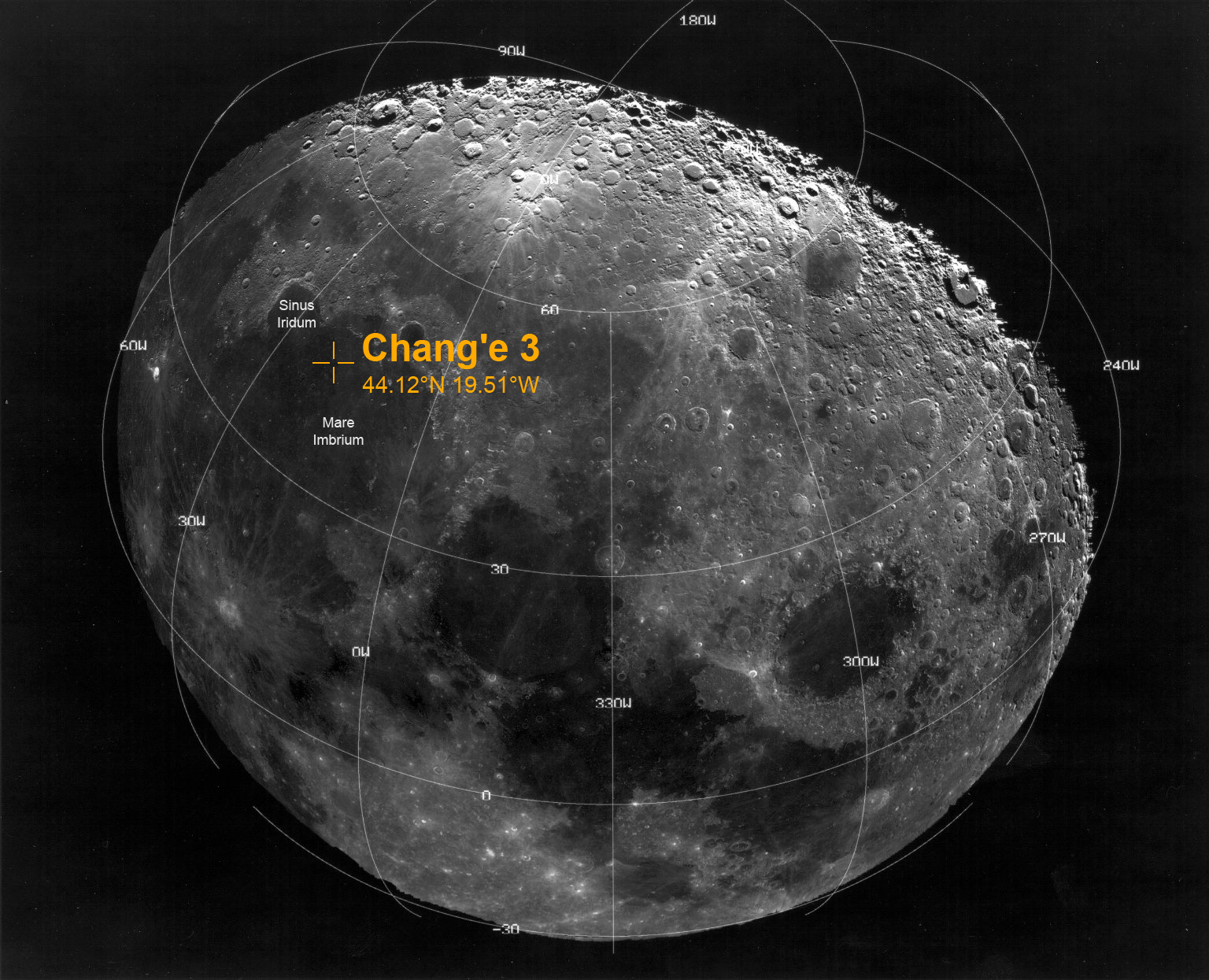
Місце посадки

Місяцехід має 6 коліс. Його маса — 140 кг, із яких 20 кг — корисне навантаження. Місяцехід, з живленням від двох панелей сонячних батарей, оснащений двома парами камер (навігаційні та панорамні), альфа-рентгенівським спектрометром та інфрачервоним спектрометром, чутливі елементи яких розміщені на маніпуляторі. Крім того, на його донній частині є радіолокатор, який дозволяє вивчити структуру ґрунту до глибини близько 30 м і кори Місяця до позначки в кілька сотень метрів.
Місяцехід отримав ім'я Юйту — «місячного зайця» з китайської міфології. Це ім'я було обрано за результатами інтернет-голосування.

### Посадковий апарат
Маса посадкового апарата (лендера) — 1200 кг.
Посадковий апарат має камеру короткохвильового УФ-діапазону, призначену для спостереження земної іоносфери в смузі 30,4 нм для дослідження космічної «погоди», сонячної активності, стану магнітного поля Землі та потоків часток в іоносфері. На ньому також встановлений оптичний телескоп ближнього УФ-діапазону для спостережень подвійних зір, короткоперіодичних змінних, активних ядер галактик тощо.

### Особливості місії
Ультрафіолетовий телескоп апарата «Чан'е-3» став першим керованим із Землі телескопом на іншому небесному тілі. Місяцехід вперше був оснащений 360-градусним панорамним фотоапаратом, інфрачервоним спектрометром та рентгеноспектрометром.

## Посадка
Під час посадки «Чан'е-3» заплановано викид продуктів згорання палива в навколомісячному простір (екзосферу Місяця), що може вплинути на достовірність даних про природний склад та властивості місячної екзосфери, що збираються космічним апаратом LADEE після прибуття китайського апарата. З іншого боку, з'являється унікальна можливість отримати відомості іншого характеру про властивості місячної екзосфери.
Апарат здійснив посадку 14 грудня 2013 о 13:11 UT на півночі Моря Дощів (44°07′17″ пн. ш. 19°30′42″ зх. д. / 44.1214° пн. ш. 19.5116° зх. д.), на невисокій гряді, біля краю 450-метрового кратера. Ця ділянка вкрита застиглою базальтовою лавою віком близько 3,0 млрд років (що порівняно небагато; за 10 км починається на півмільярда років старший лавовий покрив). Спочатку апарат планували посадити в Затоці Райдуги. Приблизно через 7 годин після посадки (о 20:35 UT) з нього виїхав місяцехід.

## Хід роботи
Повідомлення про стан місії Китай надає нерегулярно. Станом на грудень 2018 спускний апарат залишався працездатним. У цей час його тимчасово вимкнули для запобігання перешкодам при зв'язку з «Чан'е-4». Сигнали від нього вдавалося зареєструвати й радіоаматорам. Станом на 2017 рік єдиним працездатним інструментом апарата залишався ультрафіолетовий телескоп. За його допомогою регулярно спостерігають змінні та подібні до Сонця зорі, а також оглядають небо на низьких галактичних широтах. Крім того, за його допомогою вимірювали вміст води в екзосфері Місяця.
«Юйту» проїхав поверхнею Місяця 114 м, після чого втратив рухомість, але продовжував подавати сигнали до 2016 року.